# Кожевниково (Новосибирская область)
Коже́вниково — село в Барабинском районе Новосибирской области. Входит в состав Новоспасского сельсовета.

## География
Площадь села — 24 гектара.

## Население
| 2002 | 2007 | 2010 |
| ---- | ---- | ---- |
| 386  | ↘380 | ↘304 |

## Инфраструктура
В селе по данным на 2007 год функционируют 1 учреждение здравоохранения, 2 образовательных учреждения.